# 奧韋爾湖
奧韋爾湖（英語：Orwell Lake），是南極洲的湖泊，位於南奧克尼群島的西格尼島東部，處於奧韋爾冰川東南面，在1981年由英國南極名稱諮詢委員命名，該湖泊現時由南極條約體系管理。